# マッチョ29
マッチョ29（マッチョとぅうぇんてぃーないん）は、日本のエンターテイメントグループ。キャッチコピーは「筋肉で日本を笑顔にする」。

## 概要
現・AKA株式会社(旧社名 株式会社ハイ)の代表鈴木秀尚のプロデュースによって2015年6月10日に東京・渋谷マルイ8階イベントスペースにてデビューイベントを開催し、デビュー曲「ビバ!マッチョ」を披露した。

## 活動内容
劇団マッチョと称したライブを主に開催、またラーメン店や焼肉店、イベントスペース等などを期間限定で借り切ってメンバーが従業員となって営業していた。
具体例としてバスを貸し切ってのマッチョバスツアー、焼肉屋を借りてのマチョ肉屋、マルイイベントスペースにてのマチョ氷などがある。
尚、曲が増えてきた事で対バンなどもするようになった
赤坂BLITZ、ZeppダイバーシティTokyoでの単独ライブ、東名阪ツアー（TSUTAYA O-WEST他)を行う。2020年2月29日恵比寿LIQUIDROOMより超回復(活動休止)中
ファンクラブ会員は「プロテ員」と呼ばれ、ファンクラブ限定イベントなども開催していた。
なお、現在ファンクラブも休止中である

## ディスコグラフィ

### シングル
|     | 発売日         | タイトル                                                        | 収録内容 | 備考 | センター |
| --- | -------------- | --------------------------------------------------------------- | --- | --- | --- |
| 1st | 2015年12月22日 | ビバ!マッチョ／ メリメリメリークリスマス～never forget memory～ | ビバ!マッチョ メリメリメリークリスマス～never forget memory～ ビバ!マッチョ (off vocal ver.) メリメリメリークリスマス～never forget memory～ (off vocal ver.) | 「Type-A」と「Type-B」の2形態で販売。2形態ともDVD付 CDの収録内容は同じだが、DVDの収録内容が違う                                                                                     | ビバ！マッチョ 植田知成 メリメリメリークリスマス 相澤飛鳥                                                              |
| 2nd | 2016年3月19日  | TrainingFighter                                                 | TrainingFighter TrainingFighter (off vocal ver.) | DVD付 オフィシャルサイトでは完売扱いとなっている | コアラ小嵐 |
| 3rd | 2016年7月3日   | 2929SUMMER                                                      | 2929SUMMER 筋肉音頭 2929SUMMER (off vocal ver.) 筋肉音頭 (off vocal ver.)                                                                                     | DVD付 オフィシャルサイトでは完売扱いとなっている。 2929SUMMERはマッチョ29初の3人センター曲。筋肉音頭のセンターはFCイベントで決定                                                    | 2929SUMMER サイヤマングレート レストレポ 相澤翼 筋肉音頭 ケビン                                                        |
| 4th | 2016年11月13日 | 華の東京DISCO                                                   | 華の東京DISCO いくつになっても。 華の東京DISCO (off vocal ver.) いくつになっても。 (off vocal ver.)                                                           | DVD付 オフィシャルサイトでは完売扱いとなっている。 表題曲はセンターオーディション(今のマチョ芸大会)にて決まる                                                                       | 華の東京DISCO 山崎徳義 いくつになっても 河西伴法 植田知成 田中綾                                                       |
| 5th | 2017年5月7日   | 筋肉戦士よ立ち上がれ                                            | 筋肉戦士よ立ち上がれ ムキムキ体操 筋肉戦士よ立ち上がれ (off vocal ver.) ムキムキ体操 (off vocal ver.)                                                         | DVD付 オフィシャルサイトでは完売扱いとなっている。 カップリングセンターは新春マチョ芸大会にて決まる                                                                                 | 筋肉戦士よ立ち上がれ 相澤飛鳥 ムキムキ体操 田中綾                                                                      |
| 6th | 2017年7月29日  | Fukking BOZO                                                    | Fukking BOZO YD road Fukking BOZO (off vocal ver.) YD road (off vocal ver.)                                                                                   | DVD付 | Fukkin BOZO 相澤翼 植田知成 サイヤマングレート コアラ小嵐 YD road 菅原辰馬                                             |
| 7th | 2017年11月22日 | 男の勲章                                                        | 男の勲章 路地裏からの大逆転劇!!! 男の勲章 (off vocal ver.) 路地裏からの大逆転劇!!! (off vocal ver.)                                                           | DVD付 『男の勲章』は嶋大輔のカバー曲 | 男の勲章 コアラ小嵐 路地裏からの大逆転劇 菊地翔也                                                                      |
| 8th | 2018年6月5日   | 未完成ヒーロー                                                  | 未完成ヒーロー 29才 夏の日のロニコーナイト 未完成ヒーロー (off vocal ver.) 29才 (off vocal ver.) 夏の日のロニコーナイト (off vocal ver.)                      | DVD付の「腹筋盤」とCDのみの「背筋盤」の2形態で発売 『夏の日のロニコーナイト』は「背筋盤」のみ収録。 29才は新春マチョ芸大会にて決定。夏の日のロニコーナイトは二期生3人がセンターの曲 | 未完成ヒーロー サイヤマングレート 29 才 高橋直人 コアラ小嵐 山崎徳義 夏の日のロニコーナイト 河西伴法 田中綾 レストレポ |
| 9th | 2019年1月8日   | 1129作ろう筋肉幕府                                              | 1129作ろう筋肉幕府 731日 We Are カタボーレ軍団(仮) 1129作ろう筋肉幕府(off vocal ver.) 731日(off vocal ver.) We Are カタボーレ軍団(仮)(off vocal ver.)         | DVD付の「胸筋盤」とCDのみの「背筋盤」の2形態で発売 『We Are カタボーレ軍団(仮)』は「背筋盤」のみ収録                                                                                | 1129作ろう筋肉幕府 特になし 731日 相澤飛鳥 河西伴法 レストレポ We Are カタボーレ軍団(仮) 今井耕二                      |

### アルバム
|     | リリース日   | タイトル    | 収録内容 | 備考 |
| --- | ------------ | ----------- | --- | --- |
| 1st | 2019年6月5日 | VIVA！MACHO | 1. ビバ!マッチョ 2. 平成RUNNER 3. 1129作ろう筋肉幕府 4. M.R.N 5. 華の東京DISCO 6. 筋肉戦士よ立ち上がれ 7. We Are カタボーレ軍団(仮) 8. 少しでも悲しい気持ちになるのならば、それは初恋とは呼ばない。 9. 路地裏から大逆転劇!!! 10. YD road 11. 29才 12. Fukking BOZO 13. Training Fighter | 新曲センター - 河西伴法(平成ランナー) - 山崎徳義(M.R.N) - 菊地翔也(少しでも悲しい気持ちになるのならば、それは初恋とは呼ばない。) |

## メンバー

### 第1期
植田知成
元気ビンビン丸を愛称とする六本木で個室ジムクローバーを経営していたパーソナルトレーナー。メンバー唯一の育マッチョでもある。BEST BODY Japan2013 チャレンジカップ ミドルクラス 優勝。BEST BODY JAPAN2013日本大会5位。NPCJ2015 Men's アスリートモデル部門優勝。2017年神奈川オープンメンズフィジーク大会3位。チャーム筋肉は腹斜筋。

今井耕二
プロレス業界を中心に活躍するマッチョ29最年長メンバー。薄い頭頂部と老け顔が特徴。ベストボディジャパン2016さいたま大会 マスターズクラス優勝。2019年 東京オープンボディビル大会  75kg超級  準優勝。チャーム筋肉は頭頂筋※薄毛を自虐したネタである。また激辛チャレンジをYouTubeで不定期で配信している

相澤飛鳥
マッチョ29の双子メンバー、相澤兄弟の兄。愛称は肉泥棒、おっぱい番長。メンバー1の大胸筋を誇る。166cm 体重：オフ87kg、オン73kg。1994年09月27日生まれ。2014年 全日本学生ボディビル選手権3位。2014年 全日本学生ボディビル選手権胸、腕、背中部門賞。2015年 全日本学生ボディビル選手権 3位。2016年神奈川県ボディビル選手権ジュニアの部優勝。2016年全日本学生ボディビル選手権準優勝、胸・腕部分賞、モストマスキュラー賞、ベストポーザー賞。2018年神奈川オープンボディビル選手権大会準優勝。

菅原辰馬
元早稲田の生徒であり、メンバー内最高身長を誇るインテリ系マッチョ。ハカセの愛称。聳え立つ逆三角形と言われるほどの広背筋がチャーム筋肉。182cm 85kg。1988年1月6日生まれ。ミスター早稲田ボディビルコンテスト　優勝。JBBFフィジーク　アジア選考会3位。2016年 東日本フィジーク準優勝。

山崎徳義
華の東京DISCOのセンターを期に、アフロがトレンドマークとなった延岡市出身のマッチョ。グループ1の甘党である。2017年埼玉県パワーリフティング83kg第一位。トータル515kg。2018年埼玉県パワーリフティング83kg一般男子第二位。トータル525kg。2018年北区オープン・ボディビル170cm超級 第3位入賞。キャッチフレーズは「右よし、左よし、俺、のりよし！」。

### 第2期
河西伴法
キャッチフレーズは「気合と根性と厨二病」
第2期にオーディションで見事メンバー入りを果たした最年少マッチョ。 公園を主にした自重のみで鍛えられた筋肉が自慢。

レストレポ
第2期でメンバー入りした、日本とコロンビアのハーフマッチョ。偽りの国産。チャームポイントはほっぺのエクボと大胸筋のエクボである。鶏胸肉をジュースにした通称鶏ジュースを愛飲していたがあまりの異臭により以前働いていた会社より鶏ジュース禁止令が出た。2015年 ベストボディジャパン 横浜大会 4位。2017年NPCJ ALL LEGENDS CLASSIC2017 NOVICE PHYSIQUE -175cm10位入賞。2019年マッスルフェスタ横浜(横浜オープン)フィジーク172cm超級 7位クラシックフィジーク 8位

### 第3期
坂本賢太
第3期でメンバー入りを果たした踊れる細マッチョ。新曲Fukking BOZOでは単独のダンスパートがあるが、筋肉量はまだまだ未発達の見習いマッチョである。

菊地翔也
第3期でメンバー入りを果たした、一見強面だが笑うと一番あどけない心優しきマッチョ。声が意外にも高めだが、本人は気にしているようである。料理（特にスイーツ）が得意である。車が好き。2017年湘南オープンメンズフィジーク172cm超級3位。2018年東京選手権大会メンズフィジーク176cm以下級6位。

高橋直人
第3期でメンバー入りを果たした。2016年JBBF関東オープンメンズフィジーク172cm以下級優勝。2017年オールジャパンメンズフィジーク40才以下・172cm以下級第8位。

### 旧メンバー
コアラ小嵐
2019年5月18日下北沢SHELTERにて行われる劇団マッチョにて卒業。お笑いグループ超新塾、ぬわらしのメンバーとしても活動。2015年、ベストボディジャパン千葉優勝、日本大会5位。2017年、東京オープンボディビル選手権大会、75kg級第9位。オールジャパンメンズフィジーク40才以下・176cm超級第10位。合言葉は「ビタミン、ミネラル、マッチョ足りてますか？マッチョは必須栄養素。貴方のサプリメント！コアラ小嵐です！」。チャーム筋肉は、メロンのような肩である。

サイヤマングレート
2019年5月11日契約満了としてブログ及びメルマガにて脱退発表。UUUM所属の筋肉ユーチューバー。サングラスとタオルに8つに割れた腹筋通称エイトパックがトレードマーク。決め台詞は「私はサイヤマングレート。筋肉Youtuber。1日1本マッチョな動画を配信中。チャンネル登録よろしくね！」だったが、最近は「ダンベルよりも女子の手を握りたい。サイヤマングレートです」に短縮された。

相澤翼
2019年1月13日開催劇団マッチョにて卒業。マッチョ29の双子メンバー、相澤兄弟の弟。丸坊主頭が特徴。富士山のような上腕二頭筋がチャーム筋肉。

田中綾
2019年1月13日劇団マッチョにて卒業。第2期にメンバー入りした、元自衛官なのに女子力が高いマッチョ。単独センターを務めたの｢ムキムキ体操｣より、筋肉お兄さんという愛称でも親しまれている。なお、独特なファッションセンスを弄られる事多々あり。2018年 NPCJ NEW GENERATION CLASSIC クラシックフィジーク優勝。

マスク・ド・ISHII
現在マッチョ29スタッフ。水球関東大会出場。国民体育大会茨城県代表選抜。2016年11月13日の劇団マッチョにてマッチョ29スタッフ昇格発表。その後、「未完成ヒーロー」のMVのドラマ部分に高校卒業後、プロレスラー志望だったが断念して現在は畳屋をやってるという設定で名前のみ登場。

Kevin
2017年1月7日マッチョカフェにて卒業。

織田貴義
2016年1月31日マッチョバスツアーにて卒業。